# ألدو غريمالدي
ألدو غريمالدي (بالإيطالية: Aldo Grimaldi)‏ هو كاتب سيناريو ومخرج إيطالي، ولد في 1942 في قطانية في إيطاليا، وتوفي في 5 أغسطس 1990 في روما في إيطاليا بسبب سرطان.

## وصلات خارجية
- ألدو غريمالدي على موقع IMDb (الإنجليزية)
- ألدو غريمالدي على موقع أول موفي (الإنجليزية)
- ألدو غريمالدي على موقع قاعدة بيانات الفيلم (الإنجليزية)
- ألدو غريمالدي على موقع كينوبويسك (الروسية)